# Blue sky,True sky
「Blue sky,True sky」（ブルー スカイ トゥルー スカイ）は、結城アイラの4作目のシングル。2009年4月22日にLantisから発売された。

## 解説
前作「セカイノナミダ」から1年2ヶ月半ぶりのリリースとなる2009年1作目のシングル。表題曲はテレビアニメ『ティアーズ・トゥ・ティアラ』の前期エンディングテーマとして使用された。フィックスレコードからリリースされたコンピレーションアルバム『AQUAPLUS VOCAL COLLECTION VOL.7』にも収録されている。
ジャケットには、羽が舞い落ちる花畑に立ち尽くすプリムラがプリントされている。 

## 収録曲
（全作詞：畑亜貴、作曲・編曲：柘植敏道）
1. Blue sky,True sky [5:31]
2. 夢と月 [4:26]
3. Blue sky,True sky（off vocal）
4. 夢と月（off vocal）